# Dendropsophus schubarti
Dendropsophus schubarti là một loài ếch thuộc họ Nhái bén.
Loài này có ở Bolivia, Brasil, và Peru.
Môi trường sống tự nhiên của chúng là rừng ẩm vùng đất thấp nhiệt đới hoặc cận nhiệt đới và đầm lầy.